# Heliophila refracta
Heliophila refracta är en korsblommig växtart som beskrevs av Otto Wilhelm Sonder. Heliophila refracta ingår i släktet solvänner, och familjen korsblommiga växter. Inga underarter finns listade i Catalogue of Life.